# Čufarjeva ulica, Ljubljana
Čufarjeva ulica je ena izmed ulic v Ljubljani.

## Zgodovina
Ulica je nastala leta 1952, ko je Mestni ljudski odbor Ljubljana preimenoval dotedanjo Čopovo ulico.

## Urbanizem
Ulica ima tri dele in se prične na križišču s Trdinovo ulico in Miklošičevo cesto:
- od križišča s Trdinovo ulico in Miklošičevo cesto do križišča s Kolodvorsko ulico,
- od križišča s Kolodvorsko ulico do križišča s Resljevo cesto,
- od križišča s Resljevo cesto do T-križišča s Kotnikovo ulico.

Ob ulici se nahajajo: Sodna palača, RTV Slovenija, Osnovna šola Toneta Čufarja Ljubljana, Ledina Center,...